# フェイス・ダウン
フェイス・ダウン(Face Down)は、スウェーデンのデスラッシュバンドである。

## 略歴
1993年にヨアキム・ハルユ (B)を中心に、マルコ・アロ (Vo)、アレックス・リンダー (G)、リッカルド・バン (Dr)の4名で、前身のマシーン・ゴッド (Machine God)が結成される。翌1994年に、ヨアキム・カールソン (G)が加入しツインギター体制になり、加えてヘンリク・ブロムクイスト (Prog)が加入している。ヨアキムは、マシーン・ゴッドのデビュー・ギグの観客の一人であったという。また、アメリカ合衆国のマシーン・ヘッドとのバンド名の類似からバンド名の変更を余儀なくされ、バンド名をフェイス・ダウン (Face Down)に変更する。しかし、バンド名変更から短期間でギタリストがアレックス・リンダーからニクラス・エクストランド (G)に交代している。
ウプサラのサウンドフロント・レコードと契約し、1995年に1stアルバム『Mindfield』をリリースしデビューする。配給はロードランナー・レコードが担ったことから、ロードランナー・レコードからリリースされたとされる場合もある。尚、同アルバムの録音直前にニクラス・エクストランドが脱退しシングルギター体制に戻る。ただし同アルバムにはニクラス・エクストランドはゲストという形で参加している。録音直後、ドラマーのリッカルド・バンが脱退し、ペーテル・スターンヴィンド (Dr)に交代する。また、同アルバムリリース後にヘンリク・ブロムクイストが脱退した。
その後、レーベルをニュークリア・ブラストに移して、2ndアルバム『The Twisted Rule the Wicked』をリリースする。その後、ペーテル・スターンヴィンドがエントゥームドに移籍する形で脱退。新たにホーカン・エリクソン (Dr)が加入する。1999年にはマルコ・アロがザ・ホーンテッドに加入し脱退する。同年、バンドは解散する。
解散後メンバーはそれぞれ別々のバンドで活動を継続する。マルコ・アロはザ・ホーンテッドのボーカリストとして活動し、2ndアルバムと3rdアルバムに参加するが2003年に脱退する。ヨアキム・ハルユはコンストラクデッドに参加し、1stアルバムと2ndアルバムに参加し2004年に脱退する。ヨアキム・カールソンもジェネラル・サージェリーに加入し活動する。
コンストラクデッドを脱退したヨアキム・ハルユを中心に、2004年に再結成する。メンバーはほぼ解散前と同じで、ドラマーがコンストラクデッドでヨアキム・ハルユと同僚だったエリック・ティセリウス (Dr)に交代している。2005年に、3rdアルバム『The Will To Power』をリリースする。
2006年にドラマーがエリック・ティセリウスからクリス・バーケンショー (Dr)に交代。更に2007年には、ギタリストがヨアキム・カールソンからリカルド・ダールベリ (G)に交代する。2008年には、スウェーデンのデスメタル/グラインドコアバンドのRemasculateとのスプリットCD『Think Twice』をリリースする。
2011年に解散。

## メンバー

### 現メンバー
- マルコ・アロ (Marco Aro) - ボーカル

ザ・ホーンテッド、ザ・レジスタンスでも活動。
- ヨアキム・"ハルユ"・ヘデステッド (Joakim "Harju" Hedestedt) - ベース

コンストラクデッド、ネイション・ビヨンドでも活動。
- リカルド・ダールベリ (Rickard Dahlberg) - ギター

コンストラクデッドでも活動中。
- クリス・バーケンショー (Chris Barkensjö) - ドラム

コンストラクデッド、カーナル・フォージ、ザ・レジスタンスでも活動。

### 旧メンバー
- アレックス・リンダー (Alex Linder) - ギター
- ニクラス・エクストランド (Niklas Ekstrand) - ギター

ティアマットでも活動していた。
- ヨアキム・カールソン (Joacim Carlsson) - ギター

Afflictedでも活動していた。ジェネラル・サージェリーでも活動中。
- リチャード・バン (Richard Bang) - ドラムス
- ピーター・スターンヴィンド (Peter Stjärnvind) - ドラムス

Merciless、Regurgitate、エントゥームド、アナニメイテッド、Krux、Nifelheimでも活動。
- ホーカン・エリクソン (Håkan Ericsson) - ドラムス
- エリック・ティセリウス (Erik Thyselius) - ドラムス

コンストラクデッドでも活動していた。テラー2000でも活動中。
- ヘンリック・ブロムクイスト (Henrik Blomquist) - プログラミング

## ディスコグラフィー
- 1994年 Demo 1 (Demo)
- 1995年 Mindfield
- 1998年 The Twisted Rule the Wicked
- 2004年 Promo Demo 2004 (Demo)
- 2005年 The Will to Power
- 2008年 Think Twice (RemasculateとのスプリットCD)